# Tanner Boser
Tanner Vilbon Nicholas Boser (Bonnyville, Alberta, Canadá, 2 de agosto de 1991) es un artista marcial mixto canadiense que compite en la división de peso pesado de Ultimate Fighting Championship.

## Primeros años
Nació y creció en Bonnyville, Alberta, Canadá, de madre propietaria de un gimnasio y padre trabajador de un campo petrolífero. Fue educado en casa hasta el instituto. Tiene un hermano, Landon, que también es un artista marcial mixto profesional. Entrenó karate durante casi una década mientras crecía, llegando a ser cinturón negro en la disciplina. Tras graduarse en el instituto, Boser condujo camiones en los campos petrolíferos locales.

## Carrera de artes marciales mixtas

### Carrera temprana
Sin ningún entrenamiento real además de su formación en karate, hizo su debut profesional en las artes marciales mixtas en 2012. Después de la victoria en su debut, comenzó a entrenar jiu-jitsu brasileño para su combate de segundo año que ganó a través de las habilidades de sumisión recién aprendidas.
En 2013 se trasladó a Edmonton, Alberta, para seguir su carrera de artes marciales mixtas mientras trabajaba como portero durante seis años. Tras sobrevivir económicamente durante un tiempo en 2016, decidió centrarse en otras opciones y realizó un curso de Técnico de Emergencias Médicas con la esperanza de convertirse en paramédico. Sin embargo, el hambre de competir le haría volver a entrenar MMA a tiempo completo, lo que lo llevó a viajar por todo el mundo compitiendo en 9 países diferentes.
Durante los siete años siguientes, obtuvo un respetable récord de 16-5-1. Durante este tiempo se convirtió en dos veces campeón de peso pesado de la MMA unificada y defendió el cinturón en tres ocasiones, y también ha luchado por todo el mundo. Promociones como pelear para Absolute Championship Akhmat y M-1 Global lo han llevado a Kazajistán, Rusia, Emiratos Árabes Unidos, Inglaterra y Australia. Habiendo defendido previamente su Campeonato de Peso Pesado por tercera vez, cuando se le ofreció firmar con Ultimate Fighting Championship en 2019.

### Ultimate Fighting Championship
Se esperaba que se enfrentara a Giacomo Lemos el 27 de julio de 2019 en UFC 240. Sin embargo, su debut se retrasaría ya que su oponente dio positivo por una sustancia prohibida y el combate se canceló debido a un fallo de la Agencia Antidopaje de los Estados Unidos.
Debutó en la UFC contra Daniel Spitz el 18 de octubre de 2019 en UFC on ESPN: Reyes vs. Weidman. Ganó el combate por decisión unánime.
Se enfrentó a Ciryl Gane el 21 de diciembre de 2019 en UFC Fight Night: Ortega vs. The Korean Zombie. Perdió el combate por decisión unánime.
Se esperaba que se enfrentara a Jeff Hughes el 28 de marzo de 2020 en UFC on ESPN: Ngannou vs. Rozenstruik. Sin embargo, el evento fue cancelado debido a la pandemia de COVID-19.
Se enfrentó a Philipe Lins el 27 de junio de 2020 en UFC on ESPN: Poirier vs. Hooker. Ganó el combate por KO en el primer asalto. Esta victoria le valió el premio a la Actuación de la Noche.
Se enfrentó a Raphael Pessoa el 26 de julio de 2020 en UFC on ESPN: Whittaker vs. Till. Ganó el combate por TKO en el segundo asalto. Esta victoria le valió el premio a la Actuación de la Noche.
Se esperaba que se enfrentara a Andrei Arlovski el 4 de octubre de 2020 en UFC on ESPN: Holm vs. Aldana. Sin embargo, una enfermedad con Arlovski empujó el combate al 7 de noviembre de 2020 en UFC on ESPN: Santos vs. Teixeira. Perdió el combate por decisión unánime.
Se enfrentó a Ilir Latifi el 5 de junio de 2021 en UFC Fight Night: Rozenstruik vs. Sakai. Perdió el combate por  decisión dividida, superando a su oponente por 45-10.
Se enfrentó a Ovince Saint Preux el 26 de junio de 2021 en UFC Fight Night: Gane vs. Volkov. Ganó el combate por KO en el segundo asalto.
Se esperaba que se enfrentara a Sergei Pavlovich el 4 de diciembre de 2021 en UFC on ESPN: Font vs. Aldo. Sin embargo, debido a los problemas de viaje, el combate se canceló.
Se esperaba que se enfrentara a Rodrigo Nascimento el 23 de abril de 2022 en UFC Fight Night: Lemos vs. Andrade. Sin embargo, Nascimento se retiró del evento por razones desconocidas, y fue sustituido por Alexander Romanov. A su vez, Boser quedó fuera del combate por una lesión. Fue sustituido por Chase Sherman.
Se enfrentó a Rodrigo Nascimento el 17 de septiembre de 2022 en UFC Fight Night: Sandhagen vs. Song. Perdió el combate por decisión dividida.

## Campeonatos y logros
- Ultimate Fighting Championship*
  - Actuación de la Noche (Una vez) vs. Raphael Pessoa[27]
- Unified MMA
  - Campeeonato de Peso Pesado de Unified MMA (dos veces, tres defensas) vs. Tony Lopez, Joey Yager, Rakim Cleveland y Jared Kilkenny[43][11][12][13][14]

## Récord en artes marciales mixtas
| Resultado | Récord | Oponente           | Método                                 | Evento                                       | Fecha                    | Ronda | Tiempo | Localización            | Notas                                                 |
| --------- | ------ | ------------------ | -------------------------------------- | -------------------------------------------- | ------------------------ | ----- | ------ | ----------------------- | ----------------------------------------------------- |
| Derrota   | 20-9-1 | Rodrigo Nascimento | Decisión (dividida)                    | UFC Fight Night: Sandhagen vs. Song          | 17 de septiembre de 2022 | 3     | 5:00   | Las Vegas, Nevada       |                                                       |
| Victoria  | 20-8-1 | Ovince Saint Preux | KO (puñetazos)                         | UFC Fight Night: Gane vs. Volkov             | 26 de junio de 2021      | 2     | 2:31   | Las Vegas, Nevada       |                                                       |
| Derrota   | 19-8-1 | Ilir Latifi        | Decisión (dividida)                    | UFC Fight Night: Rozenstruik vs. Sakai       | 5 de junio de 2021       | 3     | 5:00   | Las Vegas, Nevada       |                                                       |
| Derrota   | 19-7-1 | Andrei Arlovski    | Decisión (unánime)                     | UFC on ESPN: Santos vs. Teixeira             | 7 de noviembre de 2020   | 3     | 5:00   | Las Vegas, Nevada       |                                                       |
| Victoria  | 19-6-1 | Raphael Pessoa     | TKO (puñetazos)                        | UFC on ESPN: Whittaker vs. Till              | 26 de julio de 2020      | 2     | 2:36   | Abu Dhabi               | Actuación de la Noche.                                |
| Victoria  | 18-6-1 | Philipe Lins       | KO (puñetazos)                         | UFC on ESPN: Poirier vs. Hooker              | 27 de junio de 2020      | 1     | 2:41   | Las Vegas, Nevada       |                                                       |
| Derrota   | 17-6-1 | Ciryl Gane         | Decisión (unánime)                     | UFC Fight Night: Edgar vs. The Korean Zombie | 21 de diciembre de 2019  | 3     | 5:00   | Busan                   |                                                       |
| Victoria  | 17-5-1 | Daniel Spitz       | Decisión (unánime)                     | UFC on ESPN: Reyes vs. Weidman               | 18 de octubre de 2019    | 3     | 5:00   | Boston, Massachussets   |                                                       |
| Victoria  | 16-5-1 | Jared Kilkenny     | TKO (patadas en las piernas)           | Unified MMA 37                               | 24 de mayo de 2019       | 3     | 5:00   | Enoch, Alberta          | Defendió el Campeonato de Peso Pesado de Unified MMA. |
| Empate    | 15-5-1 | Zaur Gadzhibabayev | Empate (mayoritario)                   | M-1 Challenge 101: Prikaza vs. Rakhmonov     | 8 de marzo de 2019       | 3     | 5:00   | Alma Ata                |                                                       |
| Derrota   | 15-5   | Salimgerey Rasulov | Decisión (unánime)                     | ACB 90: Vakhaev vs. Bilostenniy              | 10 de noviembre de 2018  | 3     | 5:00   | Moscú                   |                                                       |
| Victoria  | 15-4   | Chase Gormley      | Decisión (unánime)                     | ACB 88: Barnatt vs. Celiński                 | 16 de junio de 2018      | 3     | 5:00   | Brisbane                |                                                       |
| Victoria  | 14-4   | DJ Linderman       | Decisión (unánime)                     | ACB 81: Saidov vs. Carneiro                  | 28 de febrero de 2018    | 3     | 5:00   | Dubái                   |                                                       |
| Victoria  | 13-4   | Dave Cryer         | KO (puñetazos)                         | ACB 72: Makovsky vs. Sherbatov               | 14 de septiembre de 2017 | 2     | 4:19   | Montreal, Quebec        |                                                       |
| Derrota   | 12-4   | Denis Smoldarev    | Decisión (unánime)                     | ACB 61: Balaev vs. Bataev                    | 20 de mayo de 2017       | 3     | 5:00   | San Petersburgo         |                                                       |
| Derrota   | 12-3   | Mukhamad Vakhaev   | Decisión (unánime)                     | ACB 54: Supersonic                           | 11 de marzo de 2017      | 3     | 5:00   | Mánchester              |                                                       |
| Victoria  | 12-2   | Rakim Cleveland    | Decisión (unánime)                     | Unified MMA 29                               | 16 de diciembre de 2016  | 3     | 5:00   | Edmonton, Alberta       | Defendió el Campeonato de Peso Pesado de Unified MMA. |
| Victoria  | 11-2   | Joey Yager         | Decisión (unánime)                     | Unified MMA 28                               | 30 de septiembre de 2016 | 5     | 5:00   | Edmonton, Alberta       | Defendió el Campeonato de Peso Pesado de Unified MMA. |
| Victoria  | 10-2   | Tony Lopez         | Decisión (unánime)                     | Unified MMA 27                               | 3 de junio de 2016       | 3     | 5:00   | Montreal, Quebec        | Ganó el Campeonato de Peso Pesado de Unified MMA.     |
| Derrota   | 9-2    | Kazbek Saidaliev   | Decisión (unánime)                     | Akhmat Fight Show 18                         | 9 de abril de 2016       | 3     | 3:00   | Grozni                  |                                                       |
| Victoria  | 9-1    | Tim Hague          | KO (codazos)                           | Unified MMA 26                               | 4 de febrero de 2016     | 2     | 2:30   | Edmonton, Alberta       |                                                       |
| Victoria  | 8-1    | Victor Valimaki    | TKO (patadas en las piernas)           | Unified MMA 24                               | 25 de septiembre de 2015 | 2     | 3:33   | Edmonton, Alberta       |                                                       |
| Victoria  | 7-1    | Jared Henderson    | TKO (codazos)                          | KOTC: Mach 3                                 | 12 de junio de 2015      | 1     | 3:54   | Edmonton, Alberta       |                                                       |
| Derrota   | 6-1    | Tim Hague          | KO (puñetazos)                         | Unified MMA 22                               | 27 de marzo de 2015      | 1     | 0:06   | Edmonton, Alberta       | Perdió el Campeonato de Peso Pesado de Unified MMA.   |
| Victoria  | 6-0    | Jordan Tracey      | TKO (puñetazos)                        | Unified MMA 20                               | 26 de septiembre de 2014 | 3     | 2:39   | Edmonton, Alberta       | Ganó el vacante Campeonato de Peso Pesado de la MMA.  |
| Victoria  | 5-0    | Nick Campbell      | Sumisión (estrangulamiento por detrás) | Unified MMA 18                               | 28 de marzo de 2014      | 2     | 3:33   | Edmonton, Alberta       | Debut en el peso semipesado.                          |
| Victoria  | 4-0    | William Carriere   | Decisión (unánime)                     | Xcessive Force FC 3                          | 14 de diciembre de 2013  | 3     | 5:00   | Grande Prairie, Alberta | Combate de peso acordado (215 libras).                |
| Victoria  | 3-0    | Matthew Swimmer    | TKO (puñetazos)                        | KOTC: Anger Therapy                          | 25 de septiembre de 2013 | 1     | 2:32   | Edmonton, Alberta       |                                                       |
| Victoria  | 2-0    | Dell Knebush       | Sumisión (estrangulamiento por detrás) | Unified MMA 16                               | 21 de junio de 2013      | 1     | 3:03   | Edmonton, Alberta       |                                                       |
| Victoria  | 1-0    | Mike Cobey         | TKO (puñetazos)                        | Unified MMA 13                               | 5 de septiembre de 2012  | 3     | 3:44   | Edmonton, Alberta       | Debut en el peso pesado.                              |